# Нейман, Карл Готфрид
Карл Готфрид Не́йман (нем. Carl Gottfried Neumann; 7 мая 1832, Кёнигсберг — 27 марта 1925, Лейпциг) — немецкий математик, профессор университетов в Базеле (с 1863), Тюбингене (с 1865) и Лейпциге (с 1868).

## Биография
Совместно с А. Клебшем основал в 1868 году журнал «Mathematische Annalen». Член-корреспондент Берлинской АН (1893 г.). Членкор Баварской АН (1895).
Сын физика Франца Неймана, брат учёного-медика Эрнста Неймана.

## Область научных интересов
Основные труды по дифференциальным уравнениям и алгебраическим функциям.
В теории дифференциальных уравнений с частными производными Нейману принадлежат работы, относящиеся к теории потенциала (в частности, к теории логарифмического потенциала), где им дан метод (метод Неймана) решения задачи Дирихле для случая выпуклых контуров (на плоскости) и выпуклых поверхностей (в пространстве).
Исследовал вторую краевую задачу (т. н. задача Неймана).
Работы по математической физике, электродинамике, механике, гидродинамике. Развил теорию потенциала. Выдвинул (1870 г.) идею инерциальной системы отсчета. Предсказал явление термодиффузии (1872 г.). В 1875 г. выполнил математический анализ дифференциальных соотношений термодинамики (ввел различие в обозначениях полных дифференциалов и бесконечно малых величин).